# Diocesi di Magnesia al Sipilo
La diocesi di Magnesia al Sipilo (in latino Dioecesis Magnesiensis ad Sipylum) è una sede soppressa del patriarcato di Costantinopoli e una sede titolare della Chiesa cattolica.

## Storia
Magnesia al Sipilo, corrispondente alla città di Manisa in Turchia, è un'antica sede episcopale della provincia romana d'Asia nella diocesi civile omonima e nel patriarcato di Costantinopoli. Inizialmente suffraganea dell'arcidiocesi di Efeso, a partire dal IX secolo circa entrò a far parte della provincia ecclesiastica della metropolia di Smirne.
La diocesi è documentata nelle Notitiae Episcopatuum del patriarcato di Costantinopoli fino al XIV secolo. Il passaggio di provincia ecclesiastica è segnalato per la prima volta nella Notitia risalente all'epoca del patriarca Nicola I Mistico, all'inizio del X secolo.
Diversi sono i vescovi attribuiti a questa antica sede vescovile. Nell'Ottocento venne scoperto nei pressi di Paşaköy un sarcofago, oggi scomparso, con una lunga iscrizione in cui si fa menzione del vescovo Macedonio, vissuto nella seconda metà del IV secolo; ariano o anomeo, subì la persecuzione durante il regno dell'imperatore Flavio Valente (364-378); questo vescovo è attribuito da Duchesne e da altri autori a Apollonide, mentre Destephen lo assegna alla diocesi di Magnesia al Sipilo.
Nel sinodo di settembre 403 che depose Giovanni Crisostomo prese parte un vescovo Macario di Magnesia; non essendoci ulteriori specificazioni, è impossibile sapere se questo vescovo apparteneva alla sede di Magnesia al Sipilo o all'omonima sede sul Meandro. Non è da escludere che questo vescovo sia da identificare con Macario di Magnesia a cui la tradizione ha attribuito un'operetta intitolata Monogénès.
Eusebio prese parte al concilio di Efeso nel 431. Alessandro non fu presente al concilio di Calcedonia del 451, ma nell'ultima sessione fu rappresentato dal suo metropolita, Stefano di Efeso, il quale firmò gli atti per Alessandro tramite Esperio di Pitane. Stefano era tra i padri che presero parte al concilio in Trullo nel 692. Basilio assistette al secondo concilio di Nicea nel 787. Atanasio e Luca presero parte ai concili di Costantinopoli dell'869-870 e dell'879-880 che trattarono la questione del patriarca Fozio. La sigillografia infine ha restituito il nome del vescovo Basilio, vissuto fra X e XI secolo.
Dal 1933 Magnesia al Sipilo è annoverata tra le sedi vescovili titolari della Chiesa cattolica; il titolo finora non è stato assegnato.

## Cronotassi dei vescovi greci
- Macedonio ? † (seconda metà del IV secolo)
- Macario ? † (menzionato nel 403)
- Eusebio † (menzionato nel 431)
- Alessandro † (menzionato nel 451)
- Stefano † (menzionato nel 692)
- Basilio I † (menzionato nel 787)
- Atanasio † (menzionato nell'869)
- Luca † (menzionato nell'879)
- Basilio II † (X-XI secolo)